# Apalus creticus
Apalus creticus là một loài bọ cánh cứng trong họ Meloidae. Loài này được Frivaldszky miêu tả khoa học năm 1877.